# Antikominternpakten
Antikominternpakten undertecknades av Tyskland och Japan den 25 november 1936 och innebar, att man samfällt ville bekämpa den internationella kommunismen, vars frontorganisation var Komintern. Det fascistiska Italien anslöt sig 1937.
Pakten förlängdes på ytterligare fem år 24 november 1941. Efter Nazitysklands anfall på Sovjetunionen i juni 1941 (Operation Barbarossa) var det viktigt av propagandaskäl att få med så många länder som möjligt i Antikomintern. Ett antal länder som under kriget hamnat i beroendeställning till Tyskland och Japan sattes under press att ansluta sig och följande länder skrev under fördraget: Tyskland, Japan, Italien, Ungern, Spanien, Manchukuo, Bulgarien, Kroatien, Danmark, Finland, Rumänien, Slovakien och Nanking-regimen i Kina – men även El Salvador. Turkiet skrev aldrig under avtalet men erhöll observatörsstatus.
Paktens upphovsman var den blivande tyske utrikesministern Joachim von Ribbentrop.

### Fotnoter
1. ↑  ”Antikominternpakten”. Nationalencyklopedin. http://www.ne.se/uppslagsverk/encyklopedi/l%C3%A5ng/antikominternpakten. Läst 21 december 2016.